# Yılmaz Urul
Yilmaz Urul (Distrito de Eyüp, Turquía, 8 de febrero de 1942-4 de enero de 2025) fue un futbolista turco que jugó en la posición de guardameta.

## Carrera

### Club
| Periodo   | Club              | Apariciones | Goles |
| --------- | ----------------- | ----------- | ----- |
| 1960-1965 | İstanbulspor      | 79          | 0     |
| 1965-1966 | Fenerbahçe SK     | 5           | 0     |
| 1966–1972 | İstanbulspor      | 129         | 0     |
| 1972–1973 | Mersin İdmanyurdu | 23          | 0     |

### Selección nacional
Jugó para Turquía en cuatro ocasiones de 1964 a 1965.

## Logros
- TFF Primera División (1): 1967/68